# Michał Ostrowicki

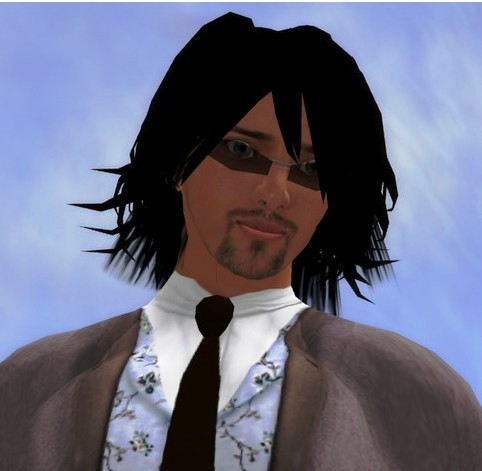
Sidey Myoo, awatar z Second Life używany w latach 2007–2010

Michał Ostrowicki ps. „Sidey Myoo” (ur. 1965) – polski filozof, profesor nauk humanistycznych, pracownik Zakładu Estetyki Instytutu Filozofii Uniwersytetu Jagiellońskiego oraz współpracownik Akademii Sztuk Pięknych i Akademii Górniczo-Hutniczej w Krakowie. Był członkiem Collegium Invisibile. Przedmiotem jego zainteresowań naukowych jest estetyka, traktowana jako teoria sztuki, głównie w odniesieniu do sztuki współczesnej, w tym sztuki elektronicznej.

## Życiorys
Od 2003 zajmuje się filozofią sieci. W 2006 posłużył się pojęciem wirtualne realis (później: elektroniczne realis), które stało się podłożem dla ontoelektroniki, czyli ontologii nakierowanej na analizę rzeczywistości elektronicznej, potraktowanej jako sfera bytu. Przyjmuje się tutaj, że środowisko elektroniczne – elektroniczne realis – jest rodzajem alternatywnej rzeczywistości, do której człowiek w coraz większym stopniu przenosi swoją aktywność, zyskując tożsamość sieciową.
Oprócz typowej działalności naukowej, w 2007 powołał Academia Electronica – niezinstytucjonalizowaną uczelnię, działającą na wzór uniwersytecki w środowisku elektronicznym Second Life. Od 2008 prowadzi w niej oficjalny kurs akademicki Środowisko elektroniczne jako rzeczywistość człowieka. W świecie wirtualnym działa pod pseudonimem Sidey Myoo. Używa też tego pseudonimu w publikacjach na temat filozofii sieci.
Jest autorem 10 Prawd o świecie elektronicznym oraz Deklaracji moralności dla człowieka w świecie elektronicznym.

## Publikacje
- Dzieło sztuki jako system, Wydawnictwo Naukowe PWN, Warszawa – Kraków 1997, ISBN 83-01-12289-7.
- Wirtualne realis. Estetyka w epoce elektroniki, Universitas, Kraków 2006, ISBN 83-242-0462-8.
- Elektroniczny autoportret. ostrowicki.art.pl. [zarchiwizowane z tego adresu (2013-07-31)]., w red. A. Maj, M. Derda-Nowakowski, „Kody McLuhana – topografia nowych mediów”, Wydawnictwo Naukowe ExMachina, Katowice 2009, ISBN 978-83-61137-12-2 (wydane pod pseudonimem naukowym Sidey Myoo)
- Tożsamość człowieka w środowisku elektronicznym. ostrowicki.art.pl. [zarchiwizowane z tego adresu (2016-03-05)]., w „Kwartalnik filmowy”, Instytut Sztuki PAN, nr 62-63, 2008 (wydane pod pseudonimem naukowym Sidey Myoo)
- The Metaphysics of Electronic Being, w CLCWeb: Comparative Literature and Culture”, Vol. 12/3, Purdue University Press, West Lafayette, USA 2010 (wydane pod pseudonimem naukowym Sidey Myoo)
- Sytuacja edukacyjna w nauczaniu online, w red. E. Musiał, I. Pulak, „Człowiek – Media – Edukacja. 21. Ogólnopolskie Sympozjum Naukowe, zorganizowane przez Katedrę Technologii i Mediów Edukacyjnych Uniwersytetu Pedagogicznego w Krakowie, Kraków 2011, ISBN 978-83-7271-668-2 (wydane pod pseudonimem naukowym Sidey Myoo)
- Ontoelektronika, Wydawnictwo Uniwersytetu Jagiellońskiego, Kraków 2013, ISBN 978-83-233-3532-0 (wydane pod pseudonimem naukowym Sidey Myoo).